# Rafael Maroto
Rafael Maroto, né à Lorca (Murcie) le 15 octobre 1783 et mort à Valparaíso (Chili) le 25 août 1853 est un général espagnol connu pour sa participation pour le compte de la couronne espagnole dans les guerres d'indépendance en Amérique du Sud et pour son implication en faveur de la cause carliste au cours de la Première Guerre carliste.